# Iglesia de San Salvador (Irgo de Tor)
La iglesia de San Salvador de Irgo de Tor (en catalán Sant Salvador d'Irgo de Tor) es un santuario del pueblo de Irgo de Tor, del antiguo término de Llesp, actualmente perteneciente al término de Pont de Suert (Alta Ribagorza, provincia de Lérida, Cataluña, España). Está a unos 500 metros al sur del pueblo.

## Características
Es una iglesia de una sola nave, cubierta con bóveda de cañón y reforzada por dos arcos torales sobre pilastras con impostas biseladas. El ábside semicircular de levante ha desaparecido, ya que se amplió por este lado, lugar donde se abrió la puerta de entrada. La puerta original, en el medio, fue tapiada. En la fachada sur se conservan dos ventanas de doble derrame, con lindes de piedra tosca. La iglesia ha sido objeto de muchas transformaciones y, por lo que se puede reconocer de la obra original, se trataba de un edificio del siglo XII.